# Reversionspendel

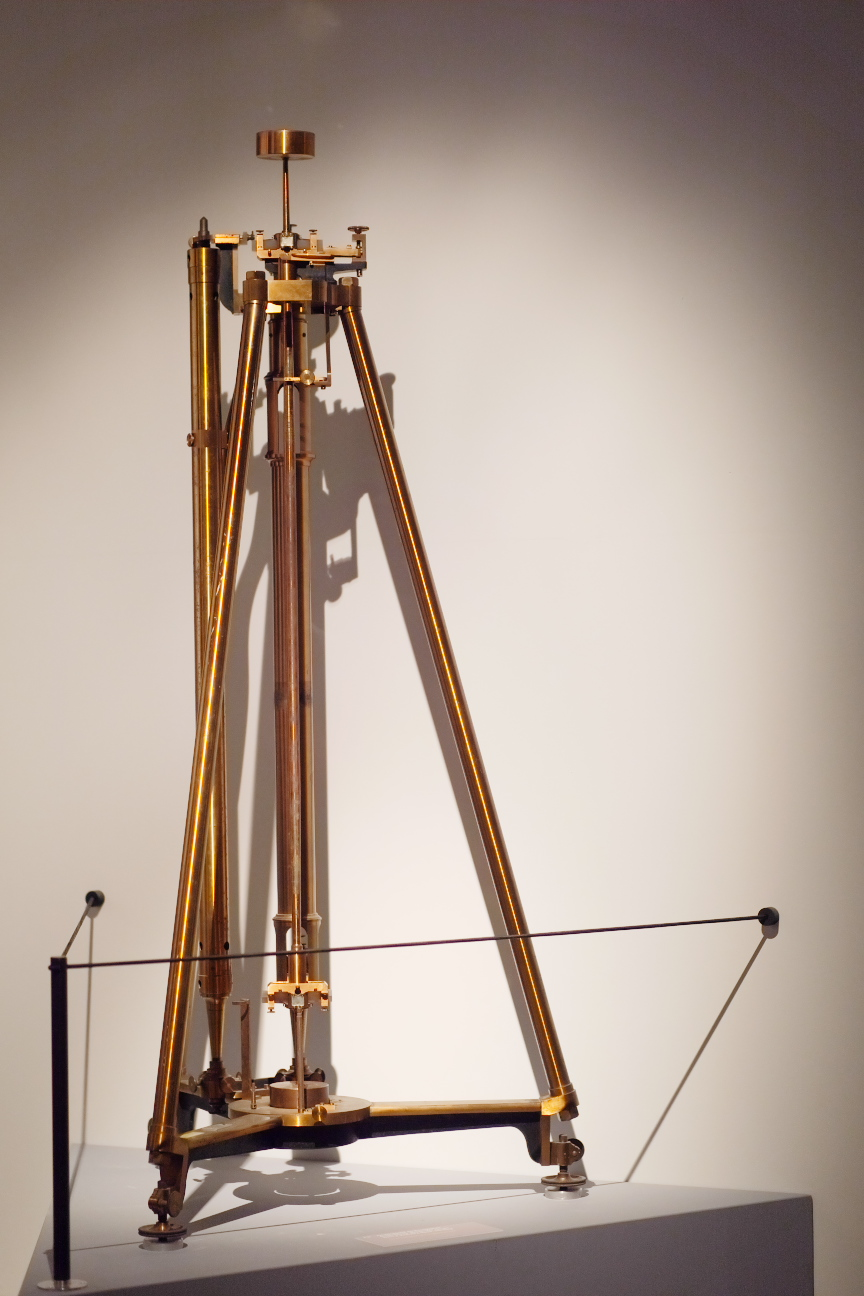
Pendelapparat mit Sekunden-Reversionspendel von Adolf Repsold aus dem Jahre 1869, GeoForschungsZentrum, Potsdam

Ein Reversionspendel ist in der Gravimetrie ein Pendel zur Messung der Schwerebeschleunigung. Es ist durch die Verschiebbarkeit der Aufhängungspunkte (auch Schneiden genannt) oder alternativ durch die Veränderbarkeit der Massenverteilung (verschiebbare Massen) charakterisiert.
Je nach Bauart müssen die Aufhängungspunkte oder die Massen so verschoben werden, dass die Schwingung um den ersten Aufhängungspunkt dieselbe Periodendauer wie die Schwingung um den zweiten Aufhängungspunkt hat. Der Abstand zwischen den Aufhängungspunkten entspricht dann der reduzierten Pendellänge. Mit der Periodendauer kann daraus die Schwerebeschleunigung bestimmt werden. Damit wird das schwierige Problem umgangen, das Trägheitsmoment des Pendels genau bestimmen zu müssen.
Mit diesem Verfahren konnte bereits im 19. Jahrhundert die Erdbeschleunigung {\displaystyle g} auf etwa ein Millionstel ihres Wertes bestimmt werden (siehe Pendelapparat von Sterneck). Die um die Mitte des 20. Jahrhunderts entwickelten Gravimeter nach dem Prinzip der Federwaage erreichten diese Genauigkeit nur durch hohen Aufwand an Konstruktion, Rechenmethoden und Reduktion, sind aber mittlerweile um den Faktor 10 bis 100 genauer.
Nach Angabe mehrerer Quellen wurde das Reversionspendel von Johann Gottlieb Friedrich von Bohnenberger erfunden. Außerhalb des deutschen Sprachraums hat sich für das Reversionspendel weitgehend die Bezeichnung Katers Pendel durchgesetzt, die sich auf die Konstruktion des britischen Physikers Henry Kater aus dem Jahre 1817 bezieht.

## Messung der Schwerebeschleunigung
Zuerst wird die Periodendauer des Pendels bestimmt, wenn es um die erste Schneide schwingt, dann die Periodendauer bei Schwingungen um die zweite Schneide. Sind die Periodendauern nicht gleich, müssen die Schneiden oder Massen verschoben werden. Dieser Prozess wird so lange wiederholt, bis beide Periodendauern {\displaystyle T} gleich lang sind. Anschließend muss der Abstand {\displaystyle L} zwischen den Schneiden bestimmt werden, um die Schwerebeschleunigung {\displaystyle g} mit folgender Formel berechnen zu können
{\displaystyle g=4\pi ^{2}{\frac {L}{T^{2}}}}
Die Auslenkung des Pendels sollte dabei möglichst klein gehalten werden, weil die obige Formel mit der Kleinwinkelnäherung hergeleitet wird.

## Herleitung des Funktionsprinzips

Schematischer Aufbau eines Reversionspendels mit verschiebbaren Massen

Für die Periodendauer {\displaystyle T} eines Pendels bei kleiner Auslenkung mit der reduzierten Pendellänge {\displaystyle l_{r}} gilt
{\displaystyle T=2\pi {\sqrt {\frac {l_{r}}{g}}}}
Wenn das Pendel so eingestellt ist, dass die Periodendauer {\displaystyle T_{1}} um die erste Schneide {\displaystyle S_{1}} gleich der Periodendauer {\displaystyle T_{2}} um die zweite Schneide {\displaystyle S_{2}} ist, sind auch die reduzierten Pendellängen {\displaystyle l_{r,a}} und {\displaystyle l_{r,b}} gleich.
Zusammen mit der Formel für die reduzierte Pendellänge {\displaystyle l_{r}={\frac {I}{Mr}}} gilt damit
{\displaystyle {\frac {I_{a}}{Mr_{a}}}={\frac {I_{b}}{Mr_{b}}}\quad \quad (1)}
Dabei ist {\displaystyle I} das Trägheitsmoment, {\displaystyle M} die Gesamtmasse des Pendels und {\displaystyle r} der Abstand der Rotationsachse vom Schwerpunkt {\displaystyle S}.
Mit dem Trägheitsmoment im Schwerpunkt {\displaystyle I_{S}} gilt nach dem Steinerschen Satz für die beiden Trägheitsmomente {\displaystyle I_{a,b}}
{\displaystyle I_{a,b}=Mr_{a,b}^{2}+I_{S}}
Ersetzt man die Trägheitsmomente in der obigen Gleichung {\displaystyle (1)} und formt um, erhält man
{\displaystyle (I_{S}+Mr_{a}^{2})\,r_{b}=(I_{S}+Mr_{b}^{2})\,r_{a}}
und nach weiterem Umformen
{\displaystyle (r_{b}-r_{a})(I_{S}-Mr_{a}r_{b})=0\quad \quad (2)}
Eine Lösung dieser Gleichung ist {\displaystyle I_{S}=Mr_{a}r_{b}}. Umgeformt ergibt sich
{\displaystyle r_{a}={\frac {I_{S}}{Mr_{b}}}}
Die Abstände {\displaystyle r_{1}} und {\displaystyle r_{2}} der beiden Schneiden vom Schwerpunkt ergeben zusammen den Abstand {\displaystyle L} zwischen den beiden Schneiden: {\displaystyle L=r_{a}+r_{b}}. Setzt man dies ein, erhält man
{\displaystyle L={\frac {I_{S}+Mr_{a}^{2}}{Mr_{a}}}={\frac {I_{a}}{Mr_{a}}}=l_{r}}
Das entspricht genau der Formel für die reduzierte Pendellänge {\displaystyle l_{r}}, folglich ist der Abstand {\displaystyle L} die reduzierte Pendellänge.
Für die Gleichung {\displaystyle (2)} ist auch {\displaystyle r_{a}=r_{b}=L/2} eine Lösung. Beide Schneiden sind dabei gleich weit vom Schwerpunkt entfernt und besitzen deshalb auch das gleiche Trägheitsmoment. Ihr Abstand muss dann aber nicht der reduzierten Pendellänge entsprechen. Die Schneiden dürfen deshalb nicht gleich weit vom Schwerpunkt entfernt sein, damit diese Methode funktioniert.